# 그랜드 호텔 (영화)
《그랜드 호텔》(Grand Hotel)은 미국에서 제작된 에드먼드 굴딩 감독의 1932년 드라마 영화이다. 그레타 가르보 등이 주연으로 출연하였고 어빙 탈버그 등이 제작에 참여하였다.

## 줄거리

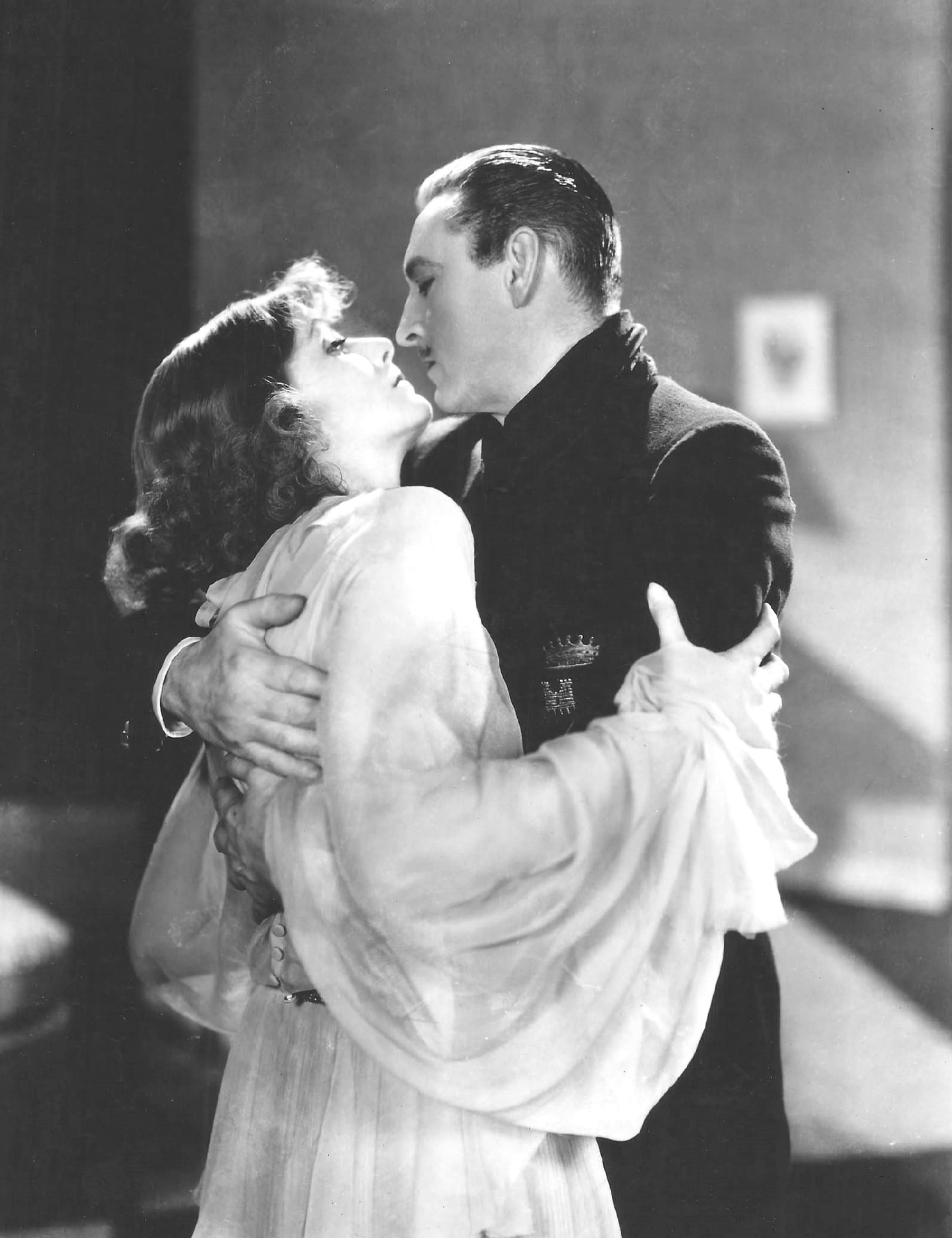
그레타 가르보와 존 배리모어가 출연한 그랜드 호텔의 스틸 사진

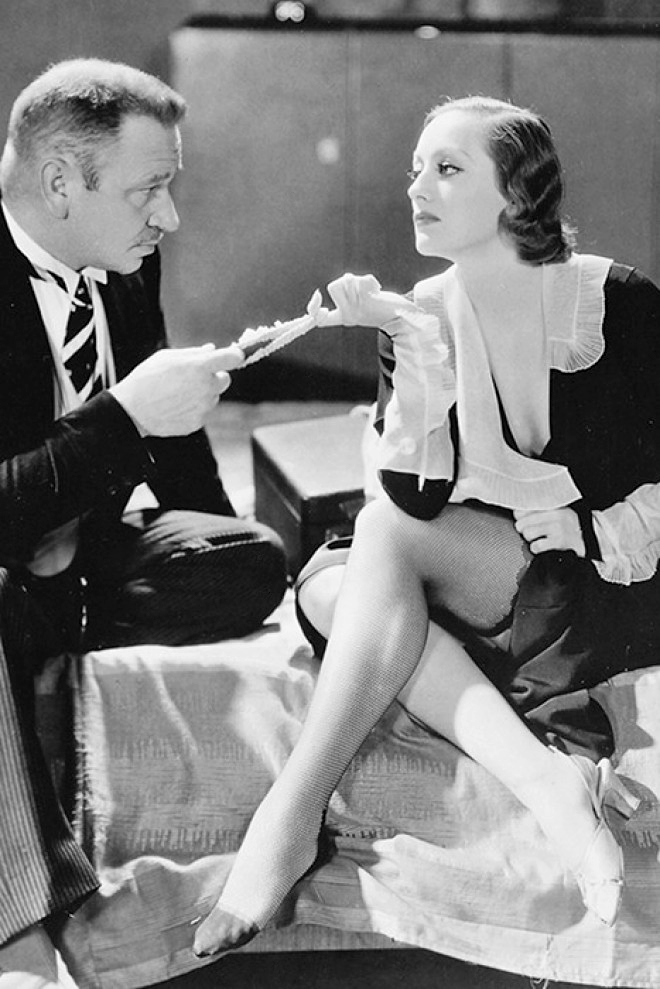
월리스 비어리와 조앤 크로퍼드

제1차 세계 대전에서 얼굴을 다친 상이군인이자 베를린 그랜드 호텔의 영구 투숙객인 오터슐라그 박사는 "사람들이 오고 가고, 아무 일도 일어나지 않아"라고 말하지만, 그 후 많은 일이 벌어진다.
자신의 재산을 탕진하고 카드 게임과 가끔 보석 절도로 생계를 유지하는 펠릭스 폰 가이게른 남작은 죽어가는 회계사 오토 크링겔라인과 친구가 되는데, 그는 남은 날들을 호화롭게 보내기로 결심했다. 크링겔라인의 전 고용주이자 산업가인 프라이징 총괄 이사는 중요한 거래를 성사시키기 위해 호텔에 왔고, 그는 자신을 돕기 위해 속기사 플램헨을 고용한다. 그녀는 여배우가 되기를 열망하며 자신이 포즈를 취했던 잡지 사진들을 프라이징에게 보여준다.
또 다른 투숙객은 전성기가 지난 러시아 발레리나 그루신스카야이다. 남작이 그녀의 보석을 훔치기 위해 그녀의 방에 들어가 있고, 그녀가 극장에서 돌아오자 남작은 방에 숨어 그녀가 자살을 생각하는 것을 엿듣는다. 그는 숨어있던 곳에서 나와 그녀에게 말을 건다. 두 사람은 사랑에 빠져 밤을 함께 보낸다. 다음날 아침, 남작은 그루신스카야의 보석을 돌려주고, 그녀는 그의 범죄를 용서한다. 그녀는 그를 빈으로 함께 가자고 초대하고, 그는 그 제안을 받아들인다.
남작은 자신이 함께 일했던 범죄 조직에서 벗어나기 위해 돈이 절실하다. 그와 크링겔라인은 카드 게임을 시작하고, 크링겔라인은 모든 것을 따낸 후 만취한다. 그가 지갑을 떨어뜨리자 남작은 지갑을 주머니에 넣어두고, 이긴 돈뿐만 아니라 크링겔라인이 남은 생애를 보낼 자금까지 가질 생각이었다. 그러나 크링겔라인의 절망적인 모습을 보고 감동한 남작은—돈이 절실하지만 크링겔라인을 매우 좋아하게 된—지갑을 발견한 척하고 그에게 돌려준다.
절박한 합병 계획의 일환으로 프라이징은 영국으로 가야 했고, 그는 플램헨에게 동행해달라고 부탁한다. 나중에 두 사람이 그의 방과 연결된 플램헨의 방에 있을 때, 프라이징은 남작이 그의 소지품을 뒤지는 그림자를 본다. 그는 남작에게 따지고, 남작은 그의 지갑을 돌려준다. 두 사람은 몸싸움을 벌이고, 프라이징은 전화기로 남작을 때려 죽인다. 플램헨은 무슨 일이 일어났는지 보고 크링겔라인에게 알리러 달려가고, 크링겔라인은 프라이징에게 따진다. 프라이징은 정당방위를 주장하며 크링겔라인에게 거짓말을 해달라고 부탁하지만, 크링겔라인은 경찰을 부르고 프라이징은 체포된다.
그루신스카야는 기차역으로 출발하며 그곳에서 남작이 자신을 기다리고 있을 것이라고 기대한다. 한편, 크링겔라인은 플램헨을 돌봐주겠다고 제안하고, 플램헨은 그의 병을 치료할 방법을 찾아보자고 말한다. 그들이 호텔을 떠날 때, 오터슐라그 박사는 다시 "그랜드 호텔. 언제나 똑같아. 사람들이 오고 가고. 아무 일도 일어나지 않아"라고 말한다.

## 출연

### 주연
- 그레타 가르보
- 존 베리모어
- 조안 크로포드

### 조연
- 월레스 비어리
- 라이오넬 베리모어
- 루이스 스톤

## 기타
- 의상: 아드리안